# Trogon de Whitehead
Harpactes whiteheadi
Espèce
Statut de conservation UICN

 NT  : Quasi menacé
Le Trogon de Whitehead (Harpactes whiteheadi) est une espèce d'oiseau de la famille des Trogonidae.
Il est endémique de l'île de Bornéo, où il réside dans la forêt primaire de montagne. L'un des plus grands trogons mesurant 29 à 33 cm de long, il est as un dimorphisme sexuel . Le mâle est cramoisi sur la tête, la nuque et les parties inférieures, avec une gorge noire et une poitrine grise ; le reste de ses parties supérieures est de couleur cannelle. La femelle a des motifs similaires, mais brun cannelle là où le mâle est écarlate. L'espèce a été décrite pour la première fois à des fins scientifiques par Richard Bowdler Sharpe en 1888, qui lui a donné le nom de l'explorateur et collectionneur britannique John Whitehead. Il n'y a pas de sous-espèce.
C'est avant tout un insectivore, mais il se nourrit également de diverses matières végétales, notamment de fruits et de graines. Hormis le moment de sa reproduction, généralement entre avril et juin, on sait peu de choses sur sa biologie de reproduction. L'Union internationale pour la conservation de la nature le considère comme une espèce quasi menacée. Bien que sa population n'ait pas été quantifiée, on pense que le trogon est en déclin. La perte d'habitat est une menace majeure.

## Taxonomie et étymologie
L'ornithologue anglais Richard Bowdler Sharpe a décrit pour la première fois le trogon de Whitehead à des fins scientifiques en 1888, en utilisant un spécimen collecté sur le mont Kinabalu, dans l'État malaisien de Sabah. Il lui donna le nom scientifique Harpactes whiteheadi, l'attribuant au genre contenant d'autres trogons asiatiques. Il n'y a pas de sous-espèce. Des études moléculaires indiquent qu'il est le plus étroitement lié au trogon des Philippines.
Le nom du genre Harpactes est une transcription du mot grec harpaktes, signifiant « voleur ». L'espèce et les noms communs rendent hommage à l'explorateur britannique John Whitehead, qui a été le premier à collectionner l'oiseau.

## Description
Comme la plupart des trogons, le trogon de Whitehead as un dimorphisme sexuel ; le mâle est considérablement plus coloré que la femelle. Il se classe parmi les plus grands trogons de Bornéo, mesurant de 29 à 33 cm de longueur.

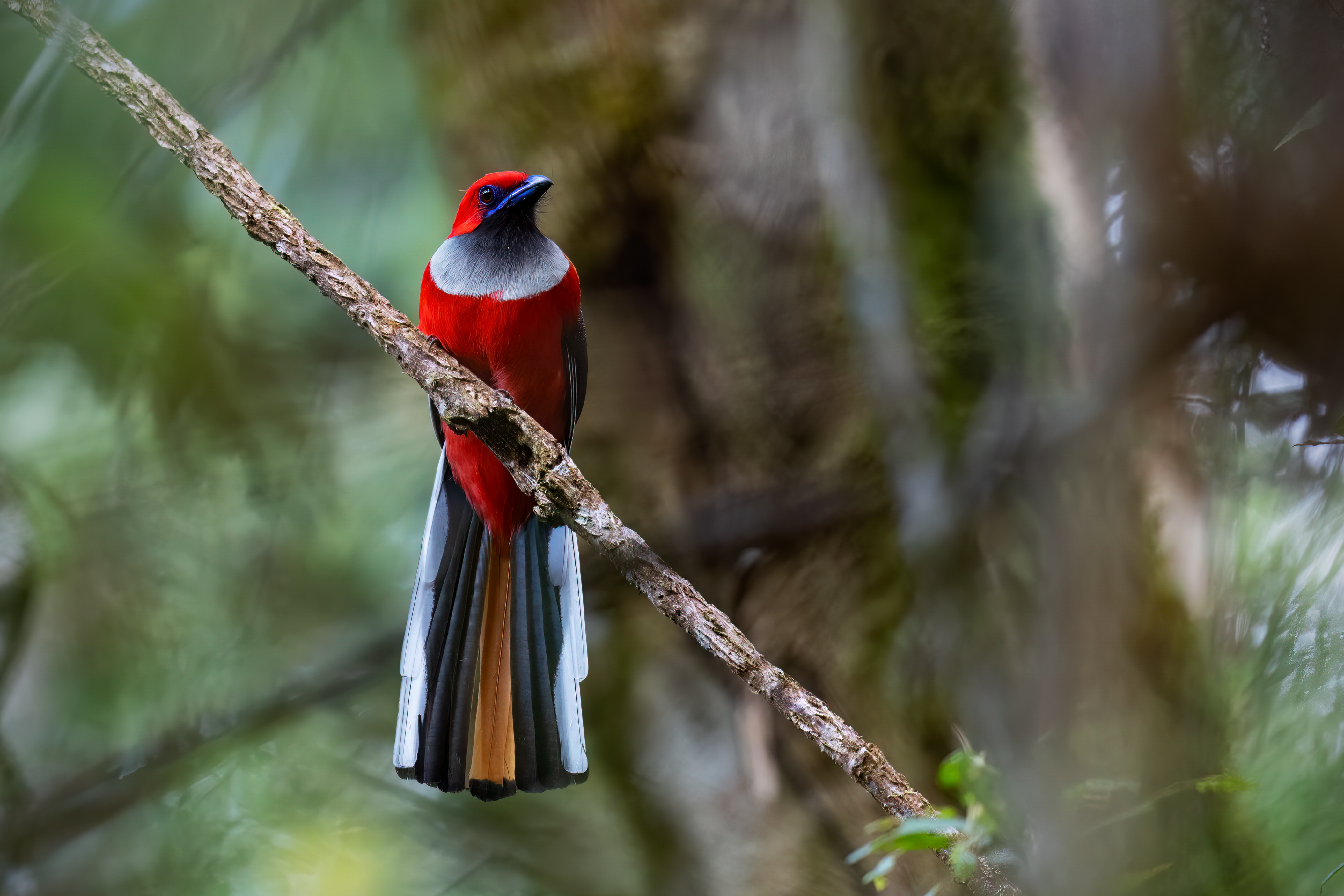
Male Trogon de Whitehead, de face.
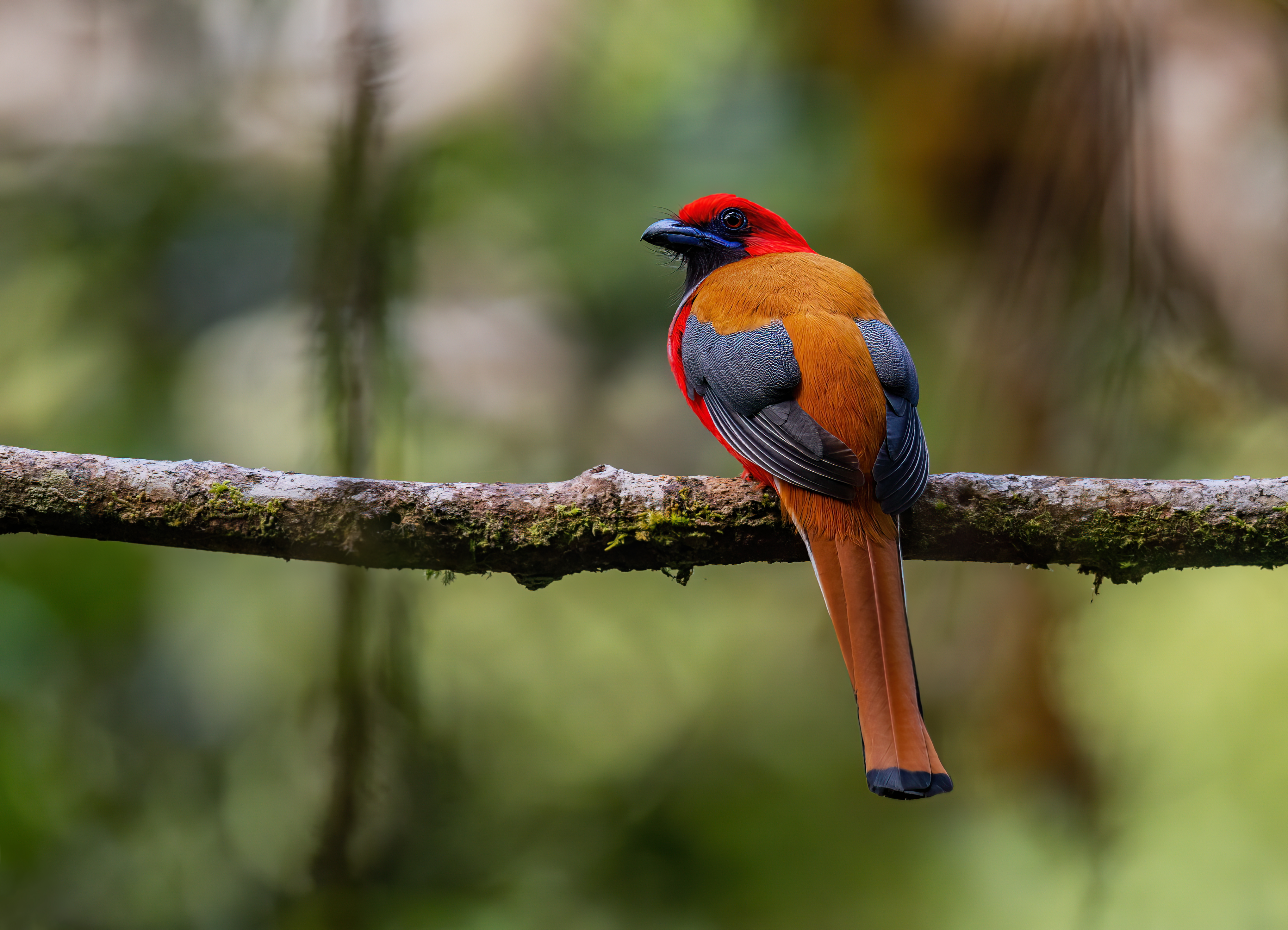
Male de dos, vers le mont Kinabalu, en Malaisie. Avril 2023.

Le mâle est cramoisi sur le front, la calotte, la nuque et les côtés de la tête, avec une peau nue et bleue autour des yeux. Le reste de ses parties supérieures est brun cannelle. Sa gorge est noire, se fondant dans une poitrine grise, mais le reste de ses parties inférieures est pourpre. Ses ailes sont principalement noires, avec de fines barres blanches sur les secondaires et les couvertures. Sa queue est principalement blanche en dessous ; ci-dessus, les deux plumes centrales de la queue sont cannelle avec une large pointe noire, et les plumes restantes de la queue sont principalement noires. Les plumes les plus externes de la queue sont blanches sur la moitié terminale et le long de la toile externe. Il a un bec bleu, des pattes et des pieds brun rosé et des iris brun rougeâtre.
La femelle a des motifs similaires, mais plus terne, le brun cannelle remplaçant le pourpre du mâle. Les barres sur ses secondaires et ses couvertures alaires sont brun cannelle plutôt que blanches. La femelle immature est semblable à la femelle adulte, mais toute sa face ventrale est de couleur uniforme, sans la gorge noire et le haut de la poitrine gris de l'adulte. Elle a également moins de coloration bleue sur son bec.

### chant
| chats et cris Écoutez le trogon de Whitehead sur xeno-canto |

Le trogon de Whitehead ne vocalise que rarement. Son chant est une série forte de quatre à cinq notes dures et lentes, à hauteur égale et diversement transcrites comme "kwau kwau kwau kwau", "wark wark wark wark", ou "poop poop poop poop". Il a également un crie de roullement "burr", qui est parfois suivi d'un bruit fort et descendant "kekekeke".

## Distribution et habitat
Le trogon de Whitehead est endémique de l'île de Bornéo, où il est présent dans les zones montagneuses entre 900 et 2 000 mètres d'altitude. Limité à la forêt primaire, il préfère les vallées humides. C'est une espèce résidente rare et mal connue.

## Comportement
Oiseau timide et discret, le trogon de Whitehead est facile à ignorer car il se trouve tranquillement dans les étages supérieurs d'une forêt dense. Il s'associe vaguement à des ronde d'oiseaux contenant des Échenilleur de la Sonde, des Garrulaxe de Treacher, des Garrulaxe mantelé et des Eurylaime de Whitehead.

### Alimentation
Comme tous les trogons, le trogon de Whitehead se nourrit principalement d'insectes, qu'il capture en vol depuis un perchoir ou qu'il glane sur le feuillage. La plupart de ces proies sont assez grandes, notamment les sauterelles, les criquets, les phasmes et les insectes feuilles ; cependant, des insectes aussi petits que des fourmis sont capturés. Il mange également des fruits, des graines et d’autres matières végétales. Bien qu’il se perche généralement juste sous la canopée, il chasse généralement dans les sous-étages. Dans les troupeaux mixtes qu’il accompagne, il chasse généralement à des niveaux inférieurs à ceux des autres espèces. 
Des individus ont été retrouvés avec des calculs dans l’estomac.

### Reproduction
On sait très peu de choses sur l'écologie de reproduction du trogon Whitehead. Des oiseaux ont été trouvés en état de reproduction fin mars et octobre ; cette dernière date suggère la possibilité de couvées multiples ou de variations géographiques dans la période de reproduction. On sait que la nidification a lieu en avril, que de jeunes oiseaux ont été collectés en juin et que des groupes familiaux ont été observés ensemble en juillet. Cependant, le nid et les œufs restent non décrits et les détails de sa biologie de reproduction (périodes d'incubation et de nidification, taille de la couvée, durée avant l'envol, répartition des soins au nid, etc.) ne sont pas connus.

## Conservation
L'Union internationale pour la conservation de la nature a classé le trogon de Whitehead comme une espèce quasi menacée. Bien que sa population n’ait pas été quantifiée, on pense qu’elle est en déclin. La perte d'habitat, à la fois due à l'exploitation forestière et à la conversion à des fins agricoles, se produit à des altitudes plus basses dans certaines des montagnes où il vit.